# Adutiškis
Adutiškis és un poble del districte municipal de Švenčionys, al comtat de Vílnius, al sud-est de Lituània. D'acord amb el cens de l'any 2001, el poble té una població de 778 habitants. La ciutat està ubicada al costat de riu Kamaja, fronterer amb Belarús.